# Hellen Kimaiyo
Hellen Kimaiyo (Hellen) Kipskoskei-Chepchirchir (Moiben, 8 september 1968) is een voormalige Keniaanse atlete, die in eerste instantie was gespecialiseerd in de middellangeafstand, maar zich in een latere fase van haar carrière op de lange afstand richtte. Ze had het Keniaans record in handen op de 1500 m en de 3000 m. Ze won verschillende Oost-Afrikaanse, Keniaanse en Afrikaanse titels. Ook nam ze tweemaal deel aan de Olympische Spelen, maar won hierbij geen medailles.

## Biografie
Haar eerste succes boekte Kimaiyo in 1983 met het winnen van de 3000 m bij de Oost-Afrikaanse kampioenschappen. In 1984 won ze deze afstand bij de Keniaanse kampioenschappen. In 1985 werd ze Afrikaans kampioene bij het veldlopen.
Hellen Kimaiyo maakte haar olympisch debuut op vijftienjarige leeftijd bij de Olympische Spelen van Los Angeles. Ze nam hier deel aan de 3000 m, maar kwam niet verder dan de series. Acht jaar later verging het haar beter op de Olympische Spelen van Barcelona. Via 31.58,63 plaatste ze zich in de finale en behaalde daar met een persoonlijk record van 31.38,91 een achtste plaats.
In 1993 won ze de 15 km van Saint Silvester.
In Nederland is Kimaiyo geen onbekende. In 1993 werd ze tweede op de halve marathon van Egmond. Ze werd in deze wedstrijd alleen voorbijgelopen door haar landgenote Tegla Loroupe. In 1998 werd ze vierde op de marathon van Amsterdam. Ook won ze de Dam-tot-Damloop viermaal op rij, namelijk van 1992 tot 1995. Bovendien was ze ook de snelste bij de Zevenheuvelenloop in 1995.
Hellen Kimaiyo ging naar de Singore Girls Secondary School in Iten. Ze is getrouwd met Charles Kipkorir, die eveneens aan hardlopen deed. Vlak na de Olympische Spelen van 1984 kreeg ze haar eerste kindje. Nadat ze in 1990 opnieuw zwanger was geworden, werd haar tweede kindje geboren.
Kimaiyo moet niet verward worden met Hellen Kimutai, eveneens een Keniaans hardloopster.

## Titels
- Afrikaans kampioene 3000 m - 1985, 1989
- Afrikaans kampioene veldlopen - 1985
- Oost-Afrikaans kampioene 1500 m - 1985
- Oost-Afrikaans kampioene 3000 m - 1983, 1984, 1985
- Keniaans kampioene 1500 m - 1985, 1989
- Keniaans kampioene 3000 m - 1984, 1985, 1989, 1992
- Keniaans kampioene 10.000 m - 1994
- Keniaans kampioene veldlopen - 1992, 1993

## Persoonlijke records
Baan
| Onderdeel | Prestatie | Datum           | Plaats    |
| --------- | --------- | --------------- | --------- |
| 3000 m    | 8.59,19   | 4 juni 1994     | Hengelo   |
| 5000 m    | 15.28,94  | 1 juni 1995     | Parijs    |
| 10.000 m  | 31.38,91  | 7 augustus 1992 | Barcelona |

Weg
| Onderdeel      | Prestatie | Datum             | Plaats       |
| -------------- | --------- | ----------------- | ------------ |
| 10 km          | 30.52     | 4 juli 1996       | Atlanta      |
| 15 km          | 49.35     | 9 juli 2000       | Utica        |
| 10 Eng. mijl   | 53.18     | 26 augustus 2000  | Flint        |
| halve marathon | 1:09.13   | 24 september 1995 | Grevenmacher |
| marathon       | 2:30.35   | 4 juni 2000       | San Diego    |

## Palmares

### 1500 m
- 1985:  Afrikaanse kamp. - 4.22,85
- 1989:  Afrikaanse kamp. - 4.16,42

### 3000 m
- 1984: 7e series OS - 8.57,21
- 1985:  Afrikaanse kamp. - 9.18,53
- 1987:  Afrikaanse Spelen - 9.21,50
- 1989:  Afrikaanse kamp. - 9.14,97

### 5000 m
- 1992:  Grand Prix Finale - 15.19,20

### 10.000 m
- 1992: 9e OS - 31.38,91

### 5 km
- 1991:  Silvesterlauf Trier - 12.24

### 10 km
- 2002: 6e Parelloop - 34.35

### 15 km
- 1993:  Corrida Internacional de São Silvestre - 50.26
- 1995:  Zevenheuvelenloop - 49.45

### 10 Eng. mijl
- 1992:  Dam tot Damloop - 52.10
- 1993:  Dam tot Damloop - 52.59
- 1994:  Dam tot Damloop - 52.28
- 1995:  Dam tot Damloop - 51.49
- 1996: 4e Dam tot Damloop - 53.55
- 1997:  Dam tot Damloop - 52.48

### 20 km
- 1993:  20 km van Parijs - 1:06.37
- 1995:  20 km van Parijs - 1:07.26
- 1998:  20 km van Parijs - 1:06.21
- 2000:  20 km van Parijs - 1:05.28

### halve marathon
- 1994:  halve marathon van Egmond - 1:14.38
- 1997: 20e WK in Košice - 1:11.42
- 1999: 9e Dam tot Damloop - 1:14.43
- 2000:  Dam tot Damloop - 1:09.48
- 2001:  halve marathon van Egmond - 1:14.21
- 2002:  halve marathon van Duiven - 1:16.47

### marathon
- 1996: 13e marathon van Londen - 2:36.12
- 1997: 10e marathon van Londen - 2:29.45
- 1998: 4e marathon van Amsterdam - 2:33.56
- 1998:  Marathon van Los Angeles - 2:35.28
- 2000:  marathon van San Diego - 2:30.35
- 2000: 11e New York City Marathon - 2:32.11
- 2001: 4e marathon van Praag - 2:40.48

### overige afstanden
- 1994:  4 Mijl van Groningen - 20:55
- 1993:  4 Mijl van Groningen - 21:17
- 1995:  4 Mijl van Groningen - 20:56

### veldlopen
- 1985:  Afrikaanse kamp. - 16.58
- 1992: 11e WK
- 1993: 12e WK
- 1994: 12e WK